# Of One Blood
Of One Blood è il secondo album del gruppo metalcore/thrash metal statunitense Shadows Fall.
Rispetto al precedente LP gode di una produzione nettamente superiore e introduce più melodia nel sound, bilanciando lo scream tipico del death metal a un cantato pulito.
L'album, inizialmente diviso in 7 tracce, su pressione della Century Media, fu arricchito di tre canzoni tratte dal del primo album, "Fleshold", "Revel In My Loss", and "To Ashes", e registrato nuovamente con il nuovo cantante Brian Fair.

## Tracce
1. Plain Glass Vision – 0:48
2. Crushing Belial – 5:25
3. Of One Blood – 4:45
4. The First Noble Truth – 4:14
5. Fleshold – 3:37
6. Root Bound Apollo – 6:19
7. Revel in my Loss – 5:27
8. Montauk – 4:22
9. To Ashes – 6:01
10. Serenity – 4:58

## Formazione
- Brian Fair - voce
- Matt Bachand - chitarra
- Jonathan Donais - chitarra
- Paul Romanko - basso
- David Germain - batteria